# Mizuki Fujii
Mizuki Fujii (藤井 瑞希 (Fujii Mizuki?); 5 agosto 1988) è un'ex giocatrice di badminton giapponese.

## Palmarès
Olimpiadi
- 1 medaglia:
  - 1 argento (Londra 2012 nel doppio)

Uber Cup
- 2 medaglie:
  - 2 bronzi (Kuala Lumpur 2010; Wuhan 2012)